# Bakaye Traoré
Bakaye Traoré (Bondy, 6 de março de 1985) é um futebolista malinês nascido na França que atua como meia. atualmente defende o Bursaspor

## Carreira
No dia 17 de maio de 2012 o Milan anunciou a sua contratação junto ao Nancy, Traoré assinou um contrato de 3 anos.Atualmente Bakaye Traoré integra a Seleção Malinesa de Futebol, fez sua estreia em 24 de fevereiro de 2009 contra Angola.

## Títulos
Mali
- Campeonato Africano das Nações: 2012 - 2º Lugar